# Liste der Naturdenkmale in Rittersdorf (Eifel)
Die Liste der Naturdenkmale in Rittersdorf nennt die im Gemeindegebiet von Rittersdorf ausgewiesenen Naturdenkmale (Stand 13. April 2024).

## Ehemalige Naturdenkmale
| Nr.         | Bezeichnung                    | Lage                             | Beschreibung                                              | Bild                                    |
| ----------- | ------------------------------ | -------------------------------- | --------------------------------------------------------- | --------------------------------------- |
| ND-7232-405 | Lebensbaum vor dem Hotel Wirtz | Bitburger Straße, bei Nr. 2 Lage | Thula sp., um 1900 gepflanzt; Rechtsverordnung aufgehoben | Direkt Bild zu diesem Denkmal hochladen |